# Agia Kyriaki (Samos)
Das Dorf Agia Kyriaki (griechisch Αγία Κυριακή (f. sg.)) liegt im Südwesten der griechischen Insel Samos an den Ausläufern des Kerkis in einem kleinen, abgeschlossenen Tal, das am Meer beim kleinen Küstenort Limnionas endet. Die nächstgelegenen Dörfer sind Kallithea 5 km nordwestlich und Ormos Marathokambou 7,2 km östlich. 
Aufgrund der abgeschiedenen Lage hatte sich am Kerkis früh das Mönchtum in Form der Lawra entwickelt. Die Gegend wurde durch den ehemaligen byzantinischen Seefahrer und im Dienste der Sarazenen stehenden Leo von Tripolis gemeinsam mit seinem Mitstreiter, dem zum Islam konvertierten Damianos, verwüstet. Die Lawra wurde im 10. Jahrhundert durch den Mönch Pavlos Latrinos vom Stylos-Kloster im Latmos-Gebirge wiederhergestellt. Im 13. Jahrhundert lebte der Mönch Nikiforos Vlemmydis, Lehrer des byzantinischen Kaisers Theodoros II. Laskaris in der Umgebung.
Die heutige Kirche ist auf Fundamenten eines antiken Tempels erbaut. Etwa 300 m südlich befinden sich die Überreste der Agios Georgios Kirche mit einem alten Friedhof. Bei Fundamentresten in der weiteren Umgebung handelt es sich vermutlich um Klosterzellen. 
Die Einwohner leben vom Olivenanbau und der Schaf- und Ziegenhaltung.
Mit der Umsetzung der Gemeindereform nach dem Kapodistrias-Programm im Jahr 1997 erfolgte die Eingliederung von Agia Kyriaki in die Gemeinde Marathokambos. Nach dem Zusammenschluss der ehemaligen Gemeinden der Insel nach der Verwaltungsreform 2010 zur Gemeinde Samos (Δήμος Σάμου Dímos Sámou), zählt Agia Kyriaki durch die Korrektur 2019 in zwei Gemeinden zur Gemeinde Dytiki Samos.
| Jahr      | 1928 | 1940 | 1951 | 1961 | 1971 | 1981 | 1991 | 2001 | 2011 |
| Einwohner | 188  | 180  | 111  | 109  | 79   | 87   | 36   | 57   | 43   |